# Fördraget i Hannover (1710)
Fördraget i Hannover slöts 3 juli 1710, under stora nordiska kriget. Det allierade Kejsardömet Ryssland med Hertigdömet Braunschweig-Lüneburg (Hannover). Trots att Hanover inte tillhörde de allra viktigaste staterna i Tysk-romerska riket var alliansen viktig eftersom den hannoverianske hertigen, med vilken alliansen slöts, skulle komma att bli Storbritanniens kung George I.